# Seyrigichneumon curticauda
Seyrigichneumon curticauda är en stekelart som först beskrevs av Heinrich 1938.  Seyrigichneumon curticauda ingår i släktet Seyrigichneumon och familjen brokparasitsteklar. Inga underarter finns listade i Catalogue of Life.